# Jerzy Potz
Jerzy Andrzej Potz [výsl. přibližně jeři andřej poc] (1. února 1953 Lodž - 27. ledna 2000 Frankfurt nad Mohanem) byl polský hokejový obránce. 

## Hokejová kariéra

### Klubová kariéra
Hrál za ŁKS Łódź (do roku 1982), nastoupil za 12 sezón ve 420 utkáních a dal 73 gólů. Dále hrál v Německu za Eintracht Frankfurt.

### Reprezentační kariéra
Polsko reprezentoval na olympijských hrách v letech 1972, 1976, 1980 a 1988 a na 11 turnajích mistrovství světa v letech 1972, 1973, 1974, 1975, 1976, 1977, 1978, 1979, 1981, 1982 a 1989. Celkem za polskou reprezentaci nastoupil v letech 1972-1989 ve 198 utkáních a dal 20 gólů.